# 中村絢香
中村 絢香（なかむら あやか、1990年11月17日 - ）は、青森県青森市出身の女優。元アミューズ所属。

## 来歴
- 2007年9月17日、「アミューズ30周年記念オーディション」で応募者65368人の中からファイナリスト31人の中に残るも最終審査で落選。しかし、所属が決定した。
- 2008年、青森県立弘前高校を卒業。高校時代はバスケットボール部に所属し貢献した。

## 出演

### ドラマ
- 東京少女 水沢エレナ（2008年5月、BS-i） - ゆう 役
- 温泉へGo!（2008年、TBS） - 真緒 役
- 太宰治短編小説集〜駆込み訴え〜（2010年9月27日、NHK BS2）

### 映画
- 悪人（2010年） - 安達眞子 役

### CM
- 花王エッセンシャル ダメージケア（2010年）
- サントリー C.C.レモン「ずらり登場」篇（2012年）